# Clave de sol

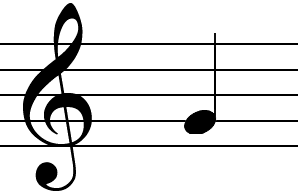
Clave de sol e nota sol 4

A clave de sol (do latim: "chave", representada pelo símbolo gráfico 𝄞) também chamada de ginoclave ou de clave feminina, é um símbolo musical que indica a posição da nota sol em uma pauta. Atualmente é usada sobre a segunda linha da pauta, indicando que a terceira oitava da nota sol, ocasionalmente chamada de sol 4 (baseado nas notas do piano), será escrita sobre esta linha.

## Etimologia
A palavra clave vem do latim, e significa "chave" em português.

## Histórico
O termo clave vem do latim clavis, que significa "chave". A clave de sol origina-se da letra "G", usada no sistema antigo de notação para indicar a nota sol. Como a música antiga destacava a voz sobre qualquer outra coisa, necessitavam-se tipos de escrita que adequassem cada voz ao sistema de notação e as músicas existentes. Como a notação musical é relativa, a princípio cada nota pode ocupar qualquer linha ou espaço na pauta. Por isso, em alguns lugares (essencialmente mosteiros) costumou-se colocar no início da pauta um sinal que indicava qual nota estaria sobre qual linha. No caso, todas as notas através de sua cifra (na época seu nome) poderiam ser colocadas como claves. Visto que a pauta não era necessariamente o pentagrama atual, e podia ter de 1 a 11 linhas, a clave indicava com facilidade em qual linha estaria a nota da cifra da clave, e todas as demais poderiam ser lidas em referência a essa nota.
Por exemplo, se colocássemos a clave de sol na primeira linha, de baixo para cima, esta linha seria a nota sol-4, na linha seguinte a nota si-4 e assim por diante.
Com o passar do tempo, a clave de sol foi tomando destaque e passou a ser usada para vozes agudas. De mesmo modo, seu uso em outras linhas foi diminuindo até que ficou basicamente na segunda linha da pauta, indicando a nota sol 4 sobre esta. Como a escrita da época era ornamentada, e copiada à mão pelos copistas, o desenho da clave foi evoluindo de um "G" para o formato atual.
Atualmente, ela indica sons agudos com boa precisão (especialmente do dó5 para o agudo) e é usada pela grande maioria dos instrumentos musicais. 